# スーパーバニーガール
スーパーバニーガールは、1990年4月にオリンピアが開発・販売した2-2号機、Aタイプのパチスロ機である。
『バニーガール』のフルーツゲーム、ズレ目などを継承している。
前作よりもズレ目の期待値が上がり、フルーツゲームとの絡みによる出玉などによって、3号機時代になっても設置され続けるほどのロングヒットに至った。
また、図柄狙い（目押し）による技術介入で獲得枚数に差が出る攻略要素があった。

## 概要
『バニーガール』からの変更点は以下の通り。
- 絵柄配列が変更され、取りこぼしが減った。これにより、ズレ目出現時のボーナス期待度が上がった。
- 前作では中段チェリーはベルとの非複合時のみレギュラー確定のリーチ目だったが、今作では中段チェリーの上下はボーナス絵柄であるため小役との同時成立は無く、中段なら単チェリーとなりビッグ・レギュラー共通の1確リーチ目になった。中段なら複合チェリーでもリーチ目だが、チェリー自体がレア役（中段チェリーは約1/100）であるために、あまり見る機会はない。その他、ボーナス絵柄の間がチェリーではなく青リンゴになっている箇所があるが、この配列でリーチ目となるには青リンゴが中段に揃うという条件が付いた。
- ボーナス確率が上がった反面、小役の獲得枚数は下げられ、15枚役のベルと青リンゴが8枚役になった。
- 前作では角チェリーとプラムが同一フラグだったが、ベルとプラムが同一フラグになり、メイン小役になった。
- 設定別フルーツゲーム数振り分けを若干変化させた。
- ビッグボーナス中のBGMが『ウィリアム・テル序曲』になった。
- 1.5号機『ニュースターダストII』のビッグボーナス絵柄である「SUPER」が復活採用された。これにより、当時史上初の7図柄の無いパチスロ機となった。

## ボーナス確率
| 設定 | BIG     | REG     | フルーツ集中 |
| ---- | ------- | ------- | ------------ |
| 1    | 1/304.0 | 1/326.0 | 1/225.0      |
| 2    | 1/288.4 | 1/312.5 | 1/225.0      |
| 3    | 1/264.7 | 1/281.2 | 1/225.0      |
| 4    | 1/247.2 | 1/264.7 | 1/225.0      |
| 5    | 1/236.8 | 1/255.6 | 1/204.5      |
| 6    | 1/236.8 | 1/239.3 | 1/150.0      |

## 関連商品
- 『パチスロ・サウンド・コレクション』（キングレコード、1992年1月16日、KICA-1052）
- 『実戦パチスロ必勝法』（サミー工業、1993年11月26日、スーパーファミコン用ゲームソフト）
- 『パチスロ帝王～バニーガールSP～』（メディアエンターテイメント、2001年8月9日、プレイステーション用ゲームソフト）